# المجموعة الفردانية L1
المجموعة الفردانية L1 الميتوكوندرية (بالإنجليزية: Haplogroup L1 (mtDNA))‏ هي مجموعة جينات مميزة من دنا متقدرة بشرية، تتوارثها الذكور والإناث عن الأم ولكن لا تتوارث من الأب. عندما تتابعها الدراسات فهي تدرس تتابعها في الإناث؛ أي توارث تلك المجموعة الجينية للبنت من الأم من الجدة... وهكذا في الزمن الماضي.
هذه المجموعة الجينية L1 هي إحدى مجموعات كثيرة، عثر عليها علماء الأحياء تباعا، مأخوذة من أعداد كبيرة من الناس من مختلف أقطار العالم، ومن موتى قدامى، ومومياوات، واستنتجوا من تشابهها ببعضها البعض أن كل الناس يرجع أصلهم إلى أمرأة افتراضية واحدة في قديم الزمن. وعند تتبع طفرات حدثت في تلك المجموعات الجينية في سلسلة تعاقبها في النساء، وجدوا أنها ترجع في الأصل إلى امرأة افتراضية أولى عاشت قبل نحو 150.000 سنة، وأسموها حواء الميتوكوندرية.
المجموعة الفردانية L1 الميتوكوندرية توجد غالبا في سكان وسط أفريقيا وغرب أفريقيا. وتوجد نظرية الخروج من أفريقيا، وهي تتبع طفرات حدثت في تلك المجموعات الجينية للإنسان، وتجد أنها نشأت في أفريقيا وانتشر البشر في جميع أقطار العالم؛ ولكنهم يعودون إلى أصل واحد.

## الأصل

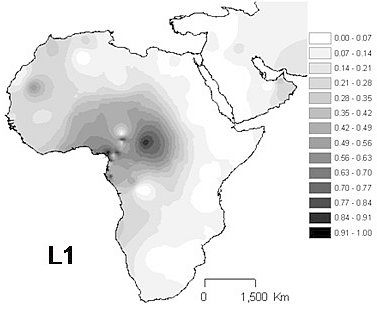
التوزيع الجغرافي للمجموعة الجينية L1 في أفريقيا. (لتدريج اللوني إلى اليمين يعطي نسبة وجودها في السكان).

يعتقد أن مجموعة جينات L1 قد بدأ ظهورها قبل 100.000 إلى 170.000 سنة مضت. وهي ناشئة من مجموعة الجينات الأم L1-6. وتتميز تلك الستة مجموعات عن بعضها البعض بحدوث طفرات جينية في الجين الأم، ويرمز لها الاختصاصيين بالعلامات الجينية 3666, 7055, 7389, 13789, 14178 14560.
مجموعة الجينات الأم L1-6 تشمل الأنواع أو السلالات L1, L2, L4, L5, L6 ، ومن ضمنها L3 التي تفرع منها صنفان أصبحا يوجدان خارج أفريقيا، وهما الصنفان M و N.
توجد أخت لمجموعة الجينات L1-6 وهذه المجموعة الجينية تسمى المجموعة الفردانية L0، وهما مرتبطان ببعضهما البعض بانحدارهما من الأم المفترضة بأنها السلف المشترك أو أم جميع البشر، المسماة علميا حواء الميتوكوندرية. معنى وجود ذلك الخطين التناسليين يشير إلى أن حواء الميتوكوندرية كان لها إبنتين على الأقل؛ واحدة منهن هي السلف المشترك للمجموعة الجينية L1-6.

## توزيعها
المجموعة الفردانية L1 هي غالبة الوجود في وسط أفريقيا وغرب أفريقيا حاليا. ووجودها أكثر ما وجد في قبيلة مبينغا.
وقد شوهد وجود المجموعة الفردانية L1 في مقابر جزيرة كولوبنارتي والسودان، وهي ترجع إلى تاريخ 550 - 800 قبل الميلاد. 

## اقرأ أيضا
- المجموعة الفردانية L0
- المجموعة الفردانية (متقدرة)
- حواء الميتوكوندرية
- المجموعة الفردانية A الميتوكوندرية
- المجموعة الفردانية N1a الميتوكوندرية